# 简勤
简勤（1966年—），江西樟树人，汉族，中华人民共和国政治人物，现任中国联通董事、总经理、党组副书记。

## 履历
毕业于江西财经大学产业经济学专业。加入中国共产党。担任中国移动四川公司董事长。2008年起担任全国人大代表。2013年，担任全国人大代表。
2023年5月14日，任中国邮政董事、党组副书记。
2024年3月15日，任中国联通董事、总经理、党组副书记。